# Акен (бог)
Акен (егип. Jqn «защитник») — древнеегипетский бог, который перевозил души умерших через реку в подземное царство на лодке Месекет.
Согласно древнеегипетской мифологии, загробный мир состоял из общей области Дуат (для простых смертных) и более благоприятной Иалу (для праведных и избранных). В период появления Акена Анубис стал просто богом бальзамирования, а Осирис хоть и был царём загробного мира, но в его управлении была лишь область Иалу. Следовательно, Акен управлял всем Дуатом.
Акен обычно изображался как человек с головой барана, стоящий на корме лодки и управляющий рулевым веслом. Главным центром его поклонения стал город Летополис (Letopolis) откуда, возможно, культ этого божества распространился и закрепился в средиземноморских мифах. В древнегреческой мифологии Акену соответствует перевозчик Харон.
Несмотря на то, что умерший молился, чтобы его привезли к берегам Иалу, это уже было предопределено его поступками, молитвами и подношениями богам при жизни. Поэтому Акен не имел самостоятельного культа, не было и культовых центров этого божества, хотя он неоднократно упоминается в «Книге мёртвых»